# Мясников, Александр Иванович
Алекса́ндр Ива́нович Мяснико́в (8 мая 1959, Сызрань, Куйбышевская область, РСФСР, СССР) — советский хоккеист (хоккей на траве), полузащитник. Бронзовый призёр летних Олимпийских игр 1980 года.

## Биография
Родился 8 мая 1959 года в городе Сызрань Куйбышевской области (сейчас Самарская область).
Играть в хоккей на траве начал в сызранском «Торпедо». В 1976—1977 годах провёл в его составе 50 игр и забил 2 гола.
В 1978—1989 годах выступал за «Динамо» из Алма-Аты. В его составе 11 раз становился чемпионом СССР (1978—1979, 1981—1989), один раз — серебряным призёром чемпионата (1980), пять раз выигрывал Кубок СССР (1982—1984, 1986—1987), дважды — Кубок европейских чемпионов (1982—1983). Всего в чемпионате СССР в составе «Динамо» провёл 352 игры, забил 12 мячей. Шесть раз (1983—1988) оказывался в списках 22 лучших хоккеистов сезона, причём трижды (1983—1985) признавался лучшим полузащитником чемпионата. В составе сборной Казахской ССР дважды становился победителем хоккейных турниров летней Спартакиады народов СССР (1979, 1983).
В сборной СССР провёл 128 игр, забил 5 мячей.
В 1980 году вошёл в состав сборной СССР по хоккею на траве на летних Олимпийских играх в Москве и завоевал бронзовую медаль. Играл на позиции полузащитника, провёл 6 матчей, мячей не забивал.
В 1983 году в составе сборной СССР стал серебряным призёром чемпионата Европы в Амстелвене, в 1984 году завоевал золотую медаль хоккейных международных соревнований «Дружба-84». Участвовал в чемпионате мира 1986 года и чемпионате Европы 1987 года.
Заслуженный мастер спорта СССР.
Был надёжен в игре, умело реализовывал стандартные положения.
Окончил Казахский государственный институт физической культуры. В 1991—1993 годах был начальником команды в алма-атинском «Динамо».
С 1994 года работал главным тренером сызранского «Торпедо» как по хоккею на траве, так и по хоккею с мячом.